# Windsor (Carolina del Nord)
Windsor és una població dels Estats Units i seu del comtat de Bertie a l'estat de Carolina del Nord. Segons el cens del 2000 tenia 2.283 habitants.

## Demografia
Segons el cens del 2000, Windsor tenia 2.283 habitants, 938 habitatges i 605 famílies. La densitat de població era de 356,9 habitants per km².
Dels 938 habitatges en un 28,5% hi vivien nens de menys de 18 anys, en un 42,2% hi vivien parelles casades, en un 20,3% dones solteres, i en un 35,5% no eren unitats familiars. En el 33,8% dels habitatges hi vivien persones soles el 17% de les quals corresponia a persones de 65 anys o més que vivien soles. El nombre mitjà de persones vivint en cada habitatge era de 2,33 i el nombre mitjà de persones que vivien en cada família era de 2,96.
Per edats la població es repartia de la següent manera: un 24,8% tenia menys de 18 anys, un 5,5% entre 18 i 24, un 24,1% entre 25 i 44, un 24,1% de 45 a 60 i un 21,4% 65 anys o més.
L'edat mediana era de 42 anys. Per cada 100 dones de 18 o més anys hi havia 69,9 homes.
La renda mediana per habitatge era de 25.256 $ i la renda mediana per família de 34.107 $. Els homes tenien una renda mediana de 30.045 $ mentre que les dones 20.885 $. La renda per capita de la població era de 18.006 $. Entorn del 19,9% de les famílies i el 25,8% de la població estaven per davall del llindar de pobresa.

## Poblacions més properes
El següent diagrama mostra les poblacions més properes.